# 千太郎纏しぐれ
江戸切絵『千太郎纏しぐれ』（せんたろうまといしぐれ）は宝塚歌劇団のミュージカル作品。14場。
雪組公演。併演作品は『フル・ビート』。

## 概要
※『宝塚歌劇100年史（舞台編）』のデータ
火消しの千太郎の活躍を軸とした、人情味豊かな下町の物語。
麻実れいの相手役だった遥くららが1984年7月で宝塚を退団したため、主演娘役は置かず、芸妓をはじめ、勝気な娘火消しや気品高い武家娘、大店の娘等を千太郎の周りに配している。

## あらすじ
※『宝塚歌劇100年史（舞台編）』のデータ
江戸火消しの「よ組」の纏持ち・千太郎は、幼い頃両親を亡くした孤児であった。ある日、紙問屋の「伊勢屋」から出火し、家族を亡くした少女のお千代は口をきけなくなってしまう。千太郎は自分の身に引き比べ、お千代を引き取るが…。

## 公演期間と公演場所
- 1984年9月21日 - 11月6日[1]（新人公演：10月19日[3]）　宝塚大劇場
- （東京公演なし）

## スタッフ
- 作・演出：柴田侑宏
- 作曲・編曲：寺田瀧雄
- 編曲：高橋城
- 音楽指揮：野村陽児
- 振付：花若春秋
- 装置：大橋泰弘
- 衣装：任田幾英、中川菊枝
- 照明：今井直次
- 小道具：上田特市
- 効果：扇野信夫
- 音響監督：松永浩志
- 演出助手：正塚晴彦、谷正純
- 制作：武井泰治

## 主な配役
本公演
- 千太郎 - 麻実れい
- 卯之吉 - 平みち
- お市 - 草笛雅子
- お光 - 北いずみ
- 小稲 - 鳩笛真希
- 八重 - 美風りざ
- お千代 - 毬谷友子
- 利吉 - 尚すみれ
- お初 - 真乃ゆりあ
- 春駒 - 銀あけみ
- お藤 - 晃みやび
- 八兵衛 - 沙羅けい
- 弥助 - 真咲佳子
- 鶴吉 - 千城恵
- 為三 - 北斗ひかる
- 新助 - 箙かおる
- 三次 - 杜けあき
- 清助 - 奈々央とも
- 辰之助 - 飛鳥裕
- 友次郎 - 明都ゆたか
- 丹波の政吉 - 青樹りょう

新人公演
- 千太郎 - 杜けあき
- 卯之吉 - 一路万輝
- 小稲 - 上代粧子
- お市 - 立原かえ
- 八重 - 美月亜優
- お光 - 紫とも
- お千代 - 小乙女幸